# Intelligate
Intelligate è il primo singolo del duo Psychedelic Trance Infected Mushroom pubblicato il 26 luglio 1999 da Shiva Space Technology.

## Tracce
1. Intelligate – 7:21
2. Small Moves – 7:14